# Кадашман-Харбе II
Кадашман-Харбе II (mu Ka-da-áš-ma-an-Ḫar-be) — касситский царь Вавилонии, правил приблизительно в 1226 — 1224 годах до н. э.
В состав его имени входит имя касситского бога Харбе, соответствующего аккадскому Эллилю. Его предки неизвестны, наверное, он был ассирийской марионеткой.
После одного года и шести месяцев правления, был свергнут в результате нового набега эламитов.